# Integrity
Integrity je čtvrté studiové album české symfonic/power metalové kapely Sebastien. Vyšlo 11. prosince 2020 pod nahrávací společností Smile Music. Kapela jej nahrála pod producentským vedením Petri Kallia ve studiu Dark Chamber Sounds v Úpici na jaře a v létě 2020. O mastering se postaral dánský producent Jacob Hansen v Hansen Studios v Dánsku. Poprvé v historii kapely je album nazpíváno kompletně v češtině.

## Forma alba
Album vyšlo ve dvou provedeních na CD. Classic v jewel case obsahující deset písní a Limited v 3D Digipacku s dvanácti písněmi včetně dvou bonusových. Autorem grafiky je slovenský autor DisArt.
Hlavním singlem z alba je píseň „Nechtěná“, pro kterou kapela natočila klip a spojila na něj síly s Veronikou Kašákovou. Pod režisérskou taktovkou Marka Dobeše vznikl v Praze, Dolních Počernicích klip poutající pozornost na problematiku dětí z dětských domovů. Autora textu katona pro text inspiroval i film Nechtění ruského režiséra Andreje Zvjaginceva.

## Seznam skladeb
| Pořadí         | Název                   | Délka |
| -------------- | ----------------------- | ----- |
| 1.             | Tornádo                 | 3:30  |
| 2.             | AntiProrok              | 4:25  |
| 3.             | Nechtěná                | 4:07  |
| 4.             | Bičem proti lásce       | 3:47  |
| 5.             | Jdi dál                 | 6:41  |
| 6.             | Je to v nás (bonus)     | 3:53  |
| 7.             | Touhy                   | 2:58  |
| 8.             | Věřím                   | 3:30  |
| 9.             | Odkaz bojovníka (bonus) | 9:13  |
| 10.            | Labyrint                | 4:40  |
| 11.            | Vstávej                 | 3:14  |
| 12.            | Zatmění                 | 6:26  |
| Celková délka: | Celková délka:          | 56:24 |

## Obsazení
- Jiří „George“ Rain – zpěv, elektrické a akustické kytary, sbory
- Petri Kallio – basová kytara, klávesy, programming
- Pavel „Dvorkys“ Dvořák – klávesové nástroje
- Lucas R. – bicí nástroje

Hosté
- Ondřej Klímek – saxofon (Je to v nás)
- Jiří Hájek – tagelharpa, bouzouki, tin whistle, low whistle, duduk, lyra, tamburína (Zatmění)
- Petr Skala III. – recitace (Jdi dál)
- Vendula Skalová – sbory (Touhy)

Další osoby
- Jiří Rain, Petri Kallio, Pavel Dvořák - produkce
- Petr Skala – zvuková režie
- Jacob Hansen - mastering
- Karel Balčirák – executive producer
- Hans Trasid & DisArt Design - artwork